# 有限責任事業組合
有限責任事業組合（ゆうげんせきにんじぎょうくみあい）とは、有限責任事業組合契約に関する法律に基づいて組成される組合（権利能力なき社団）。イギリスなどにおける同様の組合を意味するLLP(Limited Liability Partnership)と呼ばれることもある。2005年8月1日からの有限責任事業組合契約に関する法律の施行によって利用可能となった新しい事業形態である。同法の制定に当たっては、イギリスのLLPを参考にしたとされており、そのため、日本版LLPないし単にLLPとも呼ばれる。
LLPはあくまで民法組合の特例として定めた「組合（パートナーシップ）」であり、法人ではない。すなわち、組合員の法人格から独立した法人格は持たない、権利能力なき社団である。従って、法人格を有することが条件となるような事業（例えば介護保険指定事業）には利用することができない。また、法人格がないため、直接許認可を得ることもできない（事業に関与する構成員がそれぞれ許認可を取得したうえで行う）。
一方、LLCは合同会社であり法人格を有するが、LLPのようなパススルー課税は認められていない。このことについては、産業界よりパススルー課税を認めるよう強い要望があったのだが、今般の法改正では見送られることとなった。

## 特徴
特徴は次の3つである。
1. 有限責任 - 出資者たる組合員が出資額の範囲内で責任を負えばよい。
2. 内部自治原則 - 組合員の出資額の多寡にとらわれることなく、利益の配分や権限などを自由に決めてよい。
3. 構成員課税（パススルー課税） - 組合レベルでは法人税は課されない。利益配分があった場合は、その出資者に直接課税される。

任意組合との主要な違いは、組合員が有限責任である点、業務範囲に一定の制限がある点である。合同会社との主要な違いは、法人格を有しない点、組合員が1人となることが認められない点、法人税課税の対象とならない点である。

### 有限責任性
もともと日本には組合（民法組合）という制度が認められていたが、これは無限責任を定めており、仮に組合で多額の損失を出した場合、組合員が個人財産を処分してでもその責任を負わなければならなかった。この点、LLPでは有限責任制であるため、出資者は出資額以上の責任を負う必要がない。
有限責任の代償として、組合登記の義務、財務諸表の公開請求に応じる義務、財産分配の最低限度額が定められている。

### 内部自治原則
例えば、出資額は多いが業務の執行における重要性の低いAさんと、出資額は少ないが業務の執行において重要な役目を果たすBさんがいた場合、Aさん、Bさんの利益配分を同じにするなど、出資比率に関係なく、利益配分を出資者同士の合意の上で自由に決めてよいことになっている。

### 構成員課税
パススルー課税（Pass-through Tax）と呼ばれ、LLPに利益が生じても、LLPそのものには一切課税されず、その利益を配分した出資者に課税される仕組みである。例えばA社とB社が共同で事業体を作ると仮定する。この時、新たに株式会社C社を設立したとすると、C社で利益が生じた場合にはまずC社に課税され、さらに利益をA社、B社で配分すれば、それぞれ両者にさらに課税される。一方、LLPとして有限責任事業組合C社を設立したとすると、C社に利益が生じても一切課税されず、その利益をA社、B社に配分した時点で初めて課税されることになる。この場合、出資者の損失との相殺が可能で、例えばA社が500万円の赤字で、C社からA社への利益が700万円だったとすると、赤字と利益を相殺した200万円が課税対象となる。有限責任事業組合は、組合契約に定める計算期間の終了の日の属する年の翌年の1月31日までに所轄税務署長に法定調書（有限責任事業組合等に係る組合員所得に関する計算書）を提出することを要する。
LLPは、共同研究開発の際に、社外研究に必要な研究開発費を社内の経費として算入できるため、共同研究開発への活発な活用されることも期待されていた。しかし、法人格を有さず、研究施設や研究機器を自ら保有して行うことができないという問題があるため、共同研究開発への利用は多くない。
オープンイノベーションを促進するためには、LLP制度のこの問題点を克服した現代的組織が必要であると認識され、第171回通常国会に鉱工業技術研究組合法の一部を改正する法律案が提出され、2009年4月22日に成立した（技術研究組合の項を参照）。パススルー課税であるほか、R&D税制の活用も可能であるため、最大節税額は約50%となる（法人実効税率40%＋R&D税制10%）。

独特な有限責任事業組合も存在しており、出資する構成員が民間企業だけではなく自治体や公的な団体が加わって組織されているものがある。
例えば、自治体が加わった事例としては、広島県らが出資して設立したひろしま再生可能エネルギー推進有限責任事業組合や、広島県の手法にならって佐用町らが出資・設立した佐用・IDEC有限責任事業組合、岩手県二戸郡一戸町らが出資・設立した有限責任事業組合一戸町デマンド交通があり、商工会議所や大学が加わった事例として、佐久商工会議所と学校法人佐久学園が加わった有限責任事業組合
佐久咲くひまわりがあり、こちらについては16社が構成員となっている。

## 登記
有限責任事業組合契約書（以下、LLP契約書）や出資払込証明書などの添付書類とともに、有限責任事業組合登記申請書を法務局に提出することで登記することができる。この登記は義務である。登録免許税は、金6万円、変更登記については、金3万円。
法人が組合員となる場合、組合員となろうとする法人における職務執行者選任取締役会議事録、登記全部事項証明書並びに登録印鑑証明書、職務執行者の職務執行者就任承諾書及び戸籍謄本並びに印鑑証明書の添付を要する。自然人が組合員となる場合、組合員となろうとする自然人の印鑑証明書の添付を要する。 有限責任事業組合契約の締結にあたっては、目論見書など金融ファンド同様の書類を整備することが一般的である。

### 制限業務
組合員は、次に掲げる業務を組合の業務として行うことができない
- その性質上組合員の責任の限度を出資の価額とすることが適当でない業務として政令で定めるもの[10]
  1. 公認会計士法（昭和二十三年法律第百三号）第二条第一項に規定する業務
  2. 弁護士法（昭和二十四年法律第二百五号）第七十二条本文の規定により弁護士又は弁護士法人でない者が行うことができない業務
  3. 司法書士法（昭和二十五年法律第百九十七号）第三条第一項に規定する業務
  4. 土地家屋調査士法（昭和二十五年法律第二百二十八号）第三条第一項に規定する業務
  5. 行政書士法（昭和二十六年法律第四号）第一条の二に規定する業務
  6. 海事代理士法（昭和二十六年法律第三十二号）第一条に規定する業務
  7. 税理士法（昭和二十六年法律第二百三十七号）第二条第一項及び第二条の二第一項に規定する業務
  8. 社会保険労務士法（昭和四十三年法律第八十九号）第二条第一項第一号から第二号までに掲げる業務
  9. 弁理士法（平成十二年法律第四十九号）第四条第二項、第五条第一項、第六条及び第六条の二第一項に規定する業務並びに同法第七十五条の規定により弁理士又は特許業務法人でない者が行うことができない業務
- 組合の債権者に不当な損害を与えるおそれがある業務
  1. 宝くじ、馬券、舟券、スポーツ振興くじなど[11]

## 会計処理
金融商品の会計に関する実務指針第132項及び第308項において、LLPへの出資及びLLP損益の取り込みに関する組合員における会計処理について、総額法、純額法、中間法が挙げられている。

### 純額法
純額法は、組合員がLLPにおける会計処理を取り込む際に、LLPへの出資額及びLLP損益を純額によって取り込む方式であり、最終的には、総額法や中間法と同額となる。
| 会計主体 | dr.         | cr.         |
| -------- | ----------- | ----------- |
| LLP      | 現金預金600 | 出資金600   |
| 組合員A  | 出資金240   | 現金預金240 |
| 組合員B  | 出資金360   | 現金預金360 |

組合員Aの出資割合を4割、組合員Bの出資割合を6割、出資総額を600とした場合の会計処理である。
| 会計主体 | dr.           | cr.           |
| -------- | ------------- | ------------- |
| LLP      | 当期純利益310 | 累計利益金310 |
| 組合員A  | 出資金124     | 組合利益124   |
| 組合員B  | 出資金186     | 組合利益186   |

配当割合は内部自治により出資割合によらないことも可能であるが、説明上は特段の定めがないものとし原則どおり出資割合によるものとする。
| 会計主体 | dr.          | cr.          |
| -------- | ------------ | ------------ |
| LLP      | 仮受消費税55 | 仮払消費税60 |
| LLP      | 出資金5      |              |
| 組合員A  | 仮払消費税24 | 仮受消費税22 |
| 組合員A  | 出資金2      |              |
| 組合員B  | 仮払消費税36 | 仮受消費税33 |
| 組合員B  | 出資金3      |              |

LLPの貸借対照表には仮払消費税60、仮受消費税55が計上されているものとする。消費税清算仕訳の際には、別途各組合員の他の消費税科目と併せて清算する。LLPにおける処理については、方式が議論されているところであり、必ずしも慣習として確立しているとは言えない(2007年2月現在)。

## 税務処理
所得税法第227条の2および所得税法施行規則第96条の2において、有限責任事業組合の組合員は有限責任事業組合の決算日の属する年の翌年1月31日までに「有限責任事業組合に係る組合員所得に関する計算書」を各組合員毎に作成し、その合計表と共に税務署に届出をする必要がある。有限責任事業組合の組合である個人又は法人は有限責任事業組合から分配された所得を、有限責任事業組合の決算日から1年以内に迎える各組合員の決算日に各組合の所得に取り込み、確定申告する必要がある。